# Juho Venäläinen
Juho Venäläinen, född 21 september 2006, är en finländsk kortdistanslöpare.

## Karriär
Venäläinen gjorde internationell debut vid European Youth Olympic Festival 2023 i Maribor, där han slutade på åttonde plats på 400 meter med tiden 48,78 sekunder. Följande år tävlade Venäläinen vid U20-VM i Lima, där han blev utslagen i semifinalen på 200 meter efter ett lopp på 21,53 sekunder samt var en del av det finländska stafettlaget som blev utslagna i försöksheatet på 4×100 meter efter ett lopp på 40,46 sekunder.
År 2025 slutade Venäläinen på fjärde plats på 200 meter vid U20-EM i Tammerfors med ett lopp på 21,36 sekunder.
Venäläinen har blivit finländsk mästare en gång på 400 meter (2024).

## Personliga rekord
- 200 meter: 21,03 s (+1,1 m/s), 4 augusti 2024 i Riihimäki
  - 200 meter (inomhus): 21,16 s, 2 mars 2025 i Helsingfors
- 400 meter: 46,75 s, 2 augusti 2025 i Esbo
  - 400 meter (inomhus): 48,31 s, 1 mars 2025 i Helsingfors (finländskt U20-rekord)